# J’Accuse…!

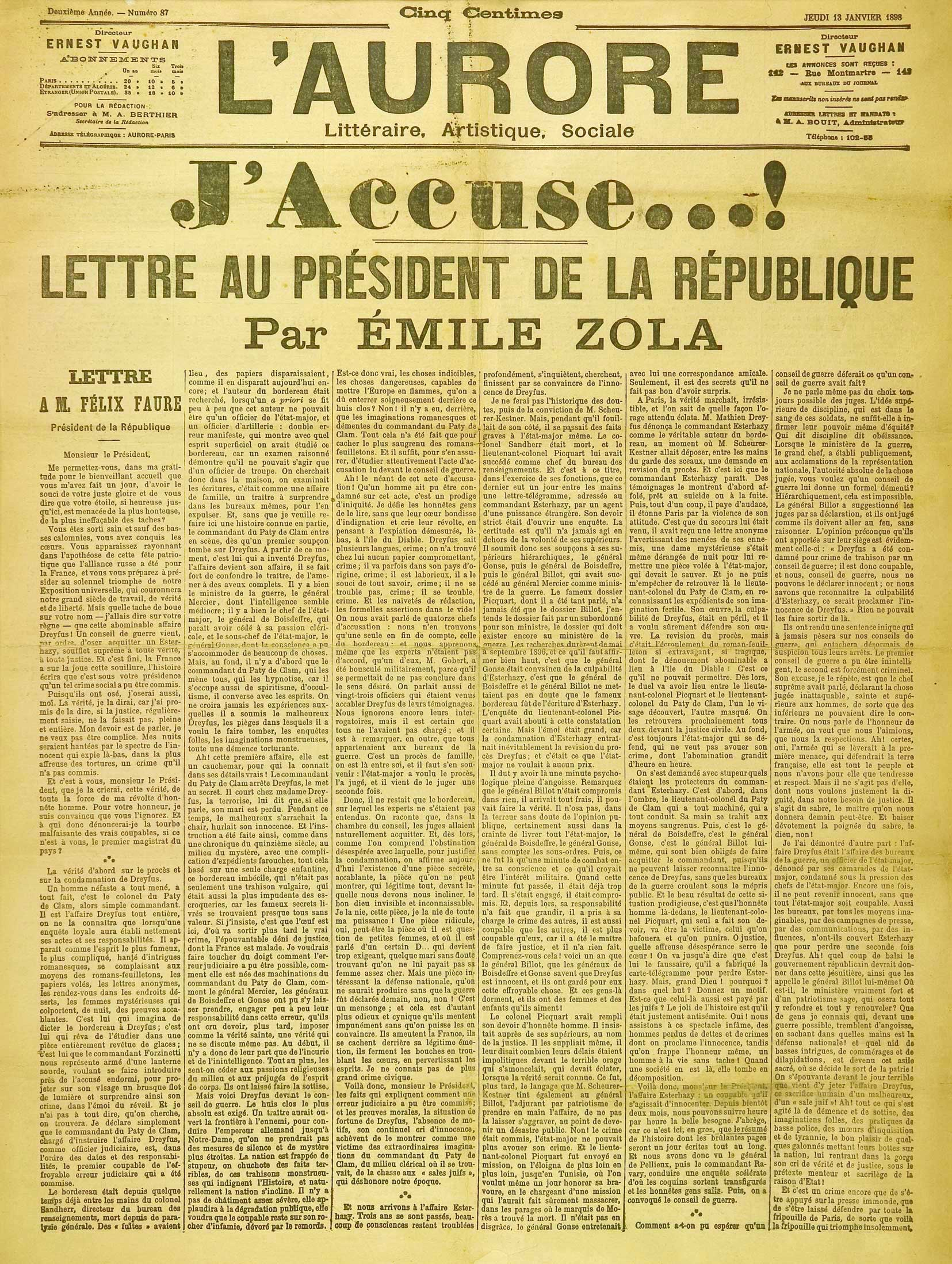
J’accuse! – publikacja w „L’Aurore”, 13.01.1898

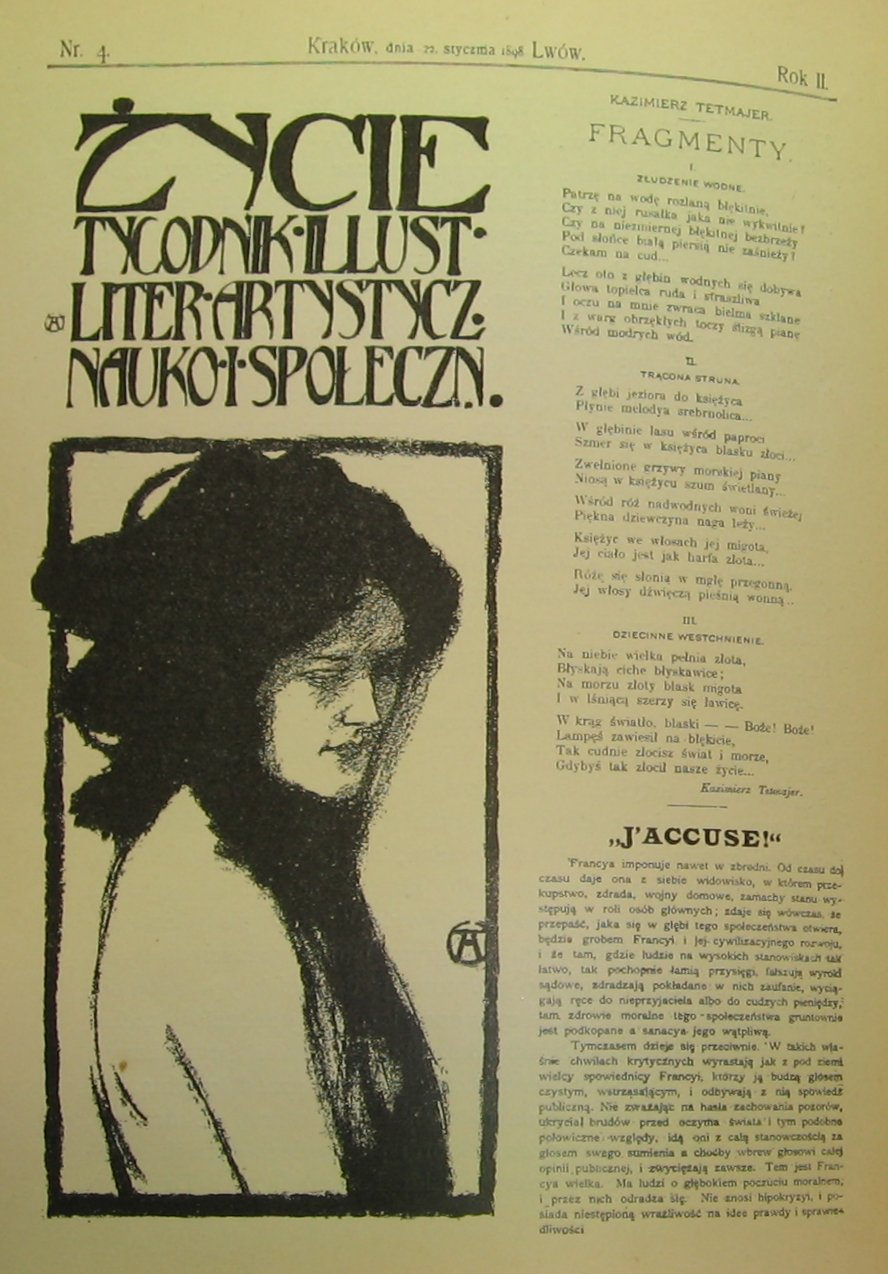
Krakowskie „Życie” z 22.01.1898, w nim m.in. komentarz do listu Zoli

J’accuse…! (dosłownie: Oskarżam…!) – list otwarty Émile’a Zoli do prezydenta Republiki Francuskiej opublikowany 13 stycznia 1898 w paryskim czasopiśmie „L’Aurore”.
Obszerny list, napisany w obronie niesprawiedliwie oskarżonego o szpiegostwo, osądzonego i skazanego francuskiego oficera pochodzenia żydowskiego, Alfreda Dreyfusa, podejmował też ogólniejsze tematy: antysemityzmu, potrzeby cywilnej kontroli nad armią, panujących na przełomie XIX i XX wieku stosunków społecznych we Francji i inne.
List – wystosowany po wykryciu faktu, że koronny dowód w sądzie przeciw Dreyfusowi, został sfałszowany, oraz że kręgi wojskowe próbowały to ukryć – stał się kamieniem milowym w tzw. „aferze Dreyfusa” i zarzewiem szerokiej dyskusji tak we Francji, jak i poza jej granicami (m.in. na ziemiach polskich – w krakowskim „Życiu” – tekst o J’Accuse…! pojawił się tydzień po publikacji w Paryżu).
Samo wykrzyknienie J’accuse…! stało się potem synonimem bezpardonowego i odważnego publicznego wystąpienia jednostki przeciw istniejącemu systemowi.
W 1919 powstał we Francji film – dramat wojenny – pod tym samym tytułem, który nie był jednak oparty na historii Dreyfusa, podobnie jak kolejny, nakręcony tam w 1938. Natomiast film angielski pod przetłumaczonym tytułem I Accuse (premiera w 1958) nawiązywał bezpośrednio do afery Dreyfusa (rolę Zoli grał walijski aktor Emlyn Williams, a rolę Dreyfusa aktor amerykański José Ferrer).
W 2019 na 76. MFF w Wenecji film Romana Polańskiego J’Accuse…! (według powieści Oficer i szpieg Roberta Harrisa) opowiadający o sprawie Dreyfusa zdobył Wielką Nagrodę Jury, a także nagrodę FIPRESCI. Film ten w polskiej wersji językowej nosi tytuł Oficer i szpieg.